# Jan Meewe

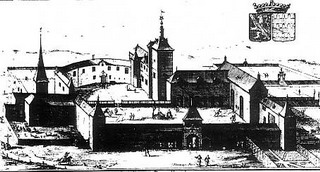
Dongelberg kasteel

Jan Meewe (hertogdom Brabant, 11 oktober 1275 - aldaar, 12 november 1312) was een buitenechtelijke zoon van hertog Jan I van Brabant. Zijn moeder zou Mee(u)we geheten hebben. Hij was heer van Waver en heer van Dongelberg. Beide heerlijkheden waren gelegen in het Romaanstalig deel van het hertogdom Brabant, thans de Belgische provincie Waals-Brabant.

## Synoniemen
- Jan Meeuwe
- Joan van Meuve
- Jean Meeuwe

## Levensloop
Meewe groeide op in het hertogdom Brabant. Zijn halfbroer Jan II van Brabant schonk hem in 1303 uit erkentelijkheid twee heerlijkheden: Waver en Dongelberg. De graven van Leuven bezaten Waver en Dongelberg al sinds de 11e eeuw, zodat Jan II, afstammeling van de graven van Leuven, familiebezit in leen gaf. 
Meewe huwde met Margaretha de Pamele de Wedergraete. Zij hadden meerdere zonen van wie de volgende twee erfden:
- Zoon Willem Meewe erfde Waver en was gehuwd met Margaretha van Wassenberg en zij resideerden in Waver.[2] Het dorp Waver aan de Dijle groeide uit tot een stad en belandde later in handen van de familie van Spontin.
- Zoon Lodewijk schrapte de familienaam Meewe en noemde zich 'van Dongelbergh'.[3] Deze zoon huwde met Ida van Herbais. Dongelberg geraakte later in handen van de familie d'Argenteau en werd een baronie en een graafschap.